# 凯特·莫洛尼
凯特·莫洛尼（英語：Kate Moloney，1993年8月1日—），澳大利亚女子篮网球运动员，曾就读于迪肯大学。她曾代表澳大利亚国家队参加2022年英联邦运动会篮网球比赛，获得一枚金牌。